# خوان بلانکر ئی پندس
خوان بلانکر ئی پندس (اسپانیایی: Joan Blanquer i Penedès‎؛ ۲۰۰۲–۱۹۱۲) یک کارگردان فیلم و فیلم‌نامه‌نویس اهل اسپانیا بود.
وی چند فیلم‌نامه براتی فیلم‌های آماتور نوشته که برندهٔ جوایزی شدند و برای پیشرفت و اعتلای زبان و فرهنگ کاتالان در حوزه‌های مختلف فرهنگی فعالیت نمود.